# Будацька Рієка
45°17′ пн. ш. 15°38′ сх. д. / 45.29° пн. ш. 15.63° сх. д.
Будацька Рієка (хорв. Budačka Rijeka) — населений пункт у Хорватії, у Карловацькій жупанії у складі громади Крняк.

## Населення
Населення за даними перепису 2011 року становило 245 осіб.
Динаміка чисельності населення поселення: